# Aflac
Aflac, Inc., (NYSE: AFL), är ett amerikanskt globalt försäkringsbolag som är den största leverantören av kompletterande försäkringar i hela USA. Aflac anser att USA (inkluderat Puerto Rico och Jungfruöarna) och Japan är deras huvudmarknader och bolaget har över 50 miljoner försäkringskunder världen över.